# Wydział Matematyki i Informatyki Uniwersytetu Jagiellońskiego
Wydział Matematyki i Informatyki Uniwersytetu Jagiellońskiego w Krakowie (WMiI UJ) – jednostka naukowo-badawcza będąca jednym z 16 wydziałów Uniwersytetu Jagiellońskiego. Siedziba Wydziału mieści się przy ul. S. Łojasiewicza 6 na terenie Kampusu 600-lecia Odnowienia Uniwersytetu Jagiellońskiego w Krakowie.
Wydział prowadzi studia z zakresu informatyki, informatyki analitycznej, matematyki i matematyki komputerowej oraz sztucznej inteligencji.
Wydział powstał w 2003 r. w wyniku podziału Wydziału Matematyki, Fizyki i Informatyki UJ na Wydział Fizyki, Astronomii i Informatyki Stosowanej oraz Wydział Matematyki i Informatyki. Do czasu przenosin Wydziału na nowy kampus w 2008 r. zajęcia dydaktyczne odbywały się w trzech odległych od siebie budynkach przy ul. Gronostajowej 3, Nawojki 11 i Reymonta 4. W budynku Wydziału miał w latach 2011–2023 tymczasowo siedzibę Instytut Filologii Klasycznej.

## Struktura
W skład Wydziału wchodzą:
- Instytut Matematyki,

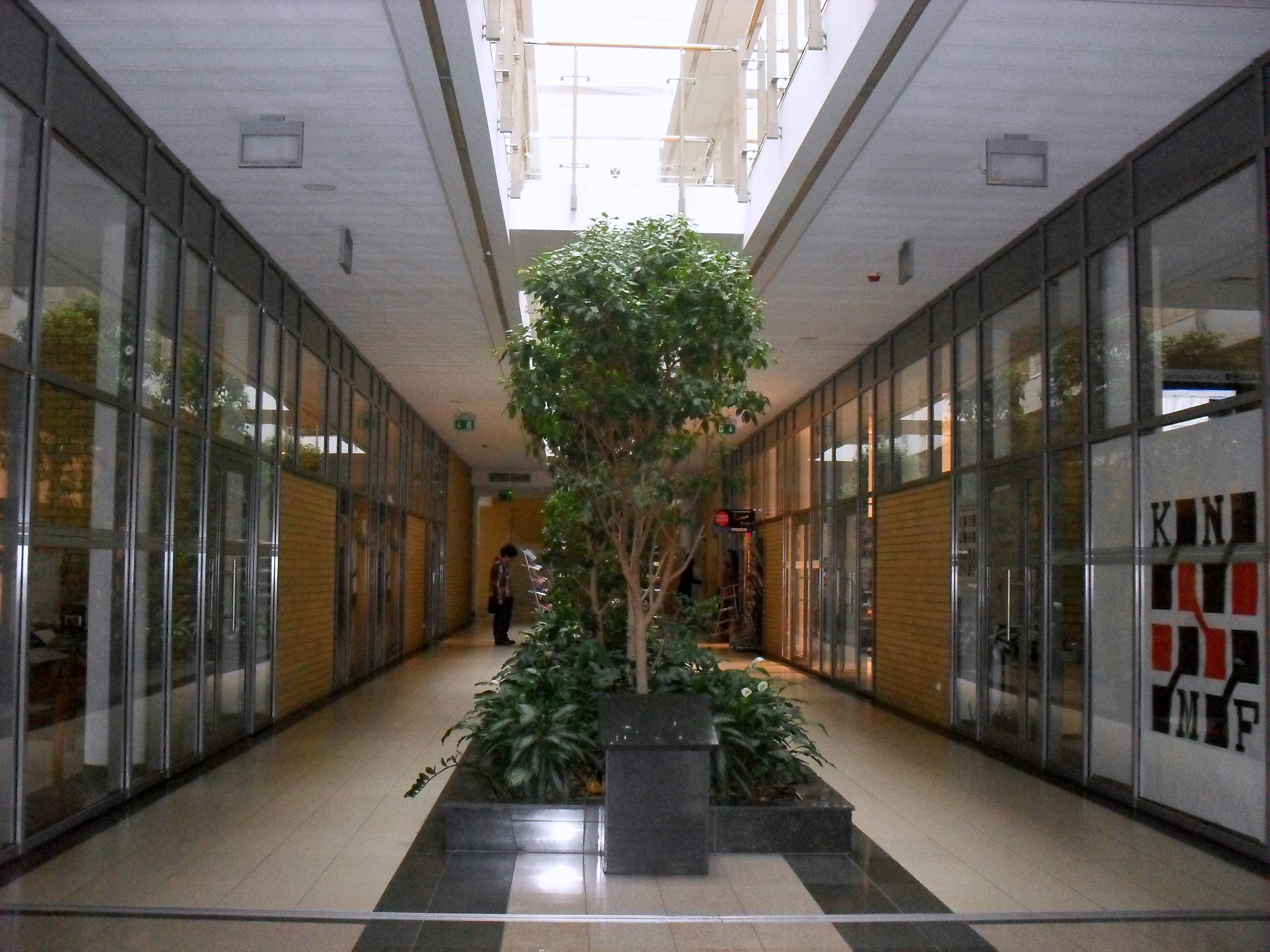
Główny hol w budynku wydziału

- Instytut Informatyki i Matematyki Komputerowej (od 2014 r.),
- Instytut Informatyki Analitycznej (od 2019 r.),
- Katedra Teorii Optymalizacji i Sterowania (od 2014 r.),
- Biblioteka Wydziałowa

oraz
- Centrum Badań Ilościowych nad Polityką (od 2012 r.; międzywydziałowa jednostka UJ prowadzona wspólnie z Wydziałem Studiów Międzynarodowych i Politycznych)

## Władze
Kadencja 2024–2028:
- Dziekan: dr hab. Maciej Ulas, prof. UJ
- Prodziekan ds. studenckich: dr hab. Marcin Dumnicki
- Prodziekan ds. badań i współpracy: dr hab. Piotr Kalita, prof. UJ

## Dziekani Wydziału od roku 1945
Dziekani Wydziału Matematyki i Informatyki UJ (od roku 2003):
| Dziekan            | Lata pełnienia funkcji |
| ------------------ | ---------------------- |
| Marek Jarnicki     | 2003–2008              |
| Roman Srzednicki   | 2008–2011              |
| Armen Edigarian    | 2011–2016              |
| Włodzimierz Zwonek | 2016–2024              |
| Maciej Ulas        | od 2024                |

Dziekani Wydziału Matematyki i Fizyki UJ (1979-2001) oraz Wydziału Matematyki, Fizyki i Informatyki UJ (2001–2003):
| Dziekan                | Lata pełnienia funkcji |
| ---------------------- | ---------------------- |
| Danuta Kunisz          | 1979–1980              |
| Franciszek Szafraniec  | 1980                   |
| Andrzej Fuliński       | 1980–1981              |
| Andrzej Białas         | 1981–1984              |
| Andrzej Staruszkiewicz | 1984–1987              |
| Bolesław Szafirski     | 1987–1993              |
| Krzysztof Fiałkowski   | 1993–1999              |
| Karol Musioł           | 1999–2002              |
| Jerzy Szwed            | 2002–2003              |

Dziekani Wydziału Matematyki, Fizyki i Chemii UJ (1951–1979):
| Dziekan             | Lata pełnienia funkcji |
| ------------------- | ---------------------- |
| Bogdan Kamieński    | 1951–1952              |
| Feliks Polak        | 1952–1956              |
| Jacek Szarski       | 1956–1958              |
| Bronisław Zapiór    | 1958- 1960             |
| Jerzy Rayski        | 1960–1964              |
| Stanisław Gołąb     | 1964–1966              |
| Bronisław Średniawa | 1966–1969              |
| Bolesław Waligóra   | 1969–1972              |
| Andrzej Lasota      | 1972–1975              |
| Julian Mirek        | 1975–1978              |
| Danuta Kunisz       | 1978–1979              |

Dziekani Wydziału Matematyczno-Przyrodniczego UJ (1945–1951):
| Dziekan            | Lata pełnienia funkcji |
| ------------------ | ---------------------- |
| Franciszek Leja    | 1945–1946              |
| Kazimierz Stołyhwo | 1946–1947              |
| Bogdan Kamieński   | 1947–1951              |